# Anton Mirou
Antoine, ou Anton Mirou, né vers 1570 à Anvers, où il meurt peu après 1621, est un peintre flamand de l'époque baroque, actif en Allemagne.

## Biographie
Il s'installe vers 1586 à Frankenthal, où se réfugient à cette époque des protestants persécutés pour leurs croyances dans les Pays-Bas espagnols. Avec d'autres peintres flamands de paysages, dont Gillis van Coninxloo et Pieter Schoubroeck, Anton Mirou fait partie de l'École de Frankenthal. Il rentre sans doute à Anvers vers 1621 où il meurt quelques années plus tard (entre 1621 et 1627)[réf. souhaitée].

## Œuvres
- 1604 : Foire au village, au Rheinisches Landesmuseum, à Bonn.
- 1607 : La Tentation du Christ, à la Alte Pinakothek, à Munich.
- 1653 : Paysage avec un chasseur, à la Gemäldegalerie, à Berlin.
- Vaste paysage avec le repos pendant la fuite en Égypte, collection privée.
- Promeneurs et carriole à l'orée du bois dans un paysage fluvial, collection privée.
- Paysage avec Tobie et l'ange, huile sur cuivre, 16 x 21 cm, M.N.R., œuvre récupérée à la fin de la Seconde Guerre mondiale, dépôt du musée du Louvre, en attente de sa restitution à ses légitimes propriétaires, Gray (Haute-Saône), musée Baron-Martin.